# Клуб Брюж
Клуб Брюж КВ (на нидерландски: Club Brugge KV) е футболен отбор от град Брюж в Белгия. Основан е през 1891 и е един от най-славните отбори в страната си. Отбора играе мачовете си на Стадион Ян Брейдел с капацитет от 30 000 седящи места.
Най-големите съперници на отбора са Андерлехт и Стандард Лиеж.
Брюж е единственият белгийски отбор играл финал на КЕШ през 1978, където са победени от Ливърпул. Имат и загубен финал през 1976 в турнира за Купата на УЕФА пак от Ливърпул.

## Успехи
Национални
Белгийска Про Лига
- Шампион (19): 1919/20, 1972/73, 1975/76, 1976/77, 1977/78, 1979/80, 1987/88, 1989/90, 1991/92, 1995/96, 1997/98, 2002/03, 2004/05, 2015/16, 2017/18, 2019/20, 2020/21, 2021/22, 2023/24
- Вицешампион (21): 1898/99, 1899/00, 1905/06, 1909/10, 1910/11, 1966/67, 1967/68, 1969/70, 1970/71, 1971/72, 1984/85, 1985/86, 1993/94, 1996/97, 1998/99, 1999/00, 2000/01, 2001/02, 2003/04, 2011/12, 2015/16, 2020/21

Купа на Белгия
- Носител (12): 1967/68, 1969/70, 1976/77, 1985/86, 1990/91, 1994/95, 1995/96, 2001/02, 2003/04, 2006/07, 2014/2015, 2024/25
- Финалист (6): 1913/14, 1978/79, 1982/83, 1993/94, 1997/98, 2004/05, 2019/20

Суперкупа на Белгия
- Носител (17): 1980, 1986, 1988, 1990, 1991, 1992, 1994, 1996, 1998, 2002, 2003, 2004, 2005, 2016, 2018, 2021, 2022
- Финалист (3): 1995, 2007, 2015

### Международни
Купа на европейските шампиони
- Финалист (1): 1978

Купа на УЕФА
- Финалист (1): 1976

## Известни бивши футболисти
- Жан-Пиер Папен
- Тими Симонс
- Карлос Бака
- Настя Чех
- Гаетан Енгелберт
- Едгарас Янкаускас
- Руне Ланге
- Ян Кулеманс

## Бивши треньори
- Мишел Прюдом